# Linneåns mader
Linneåns mader är ett naturreservat i Vetlanda kommun i Jönköpings län.
Området är naturskyddat sedan 2017 och är 34 hektar stort. Reservatet består av våtmark på bägge sidor om vattendraget Linneån, samt en holme med gammal barrblandskog.